# Landa

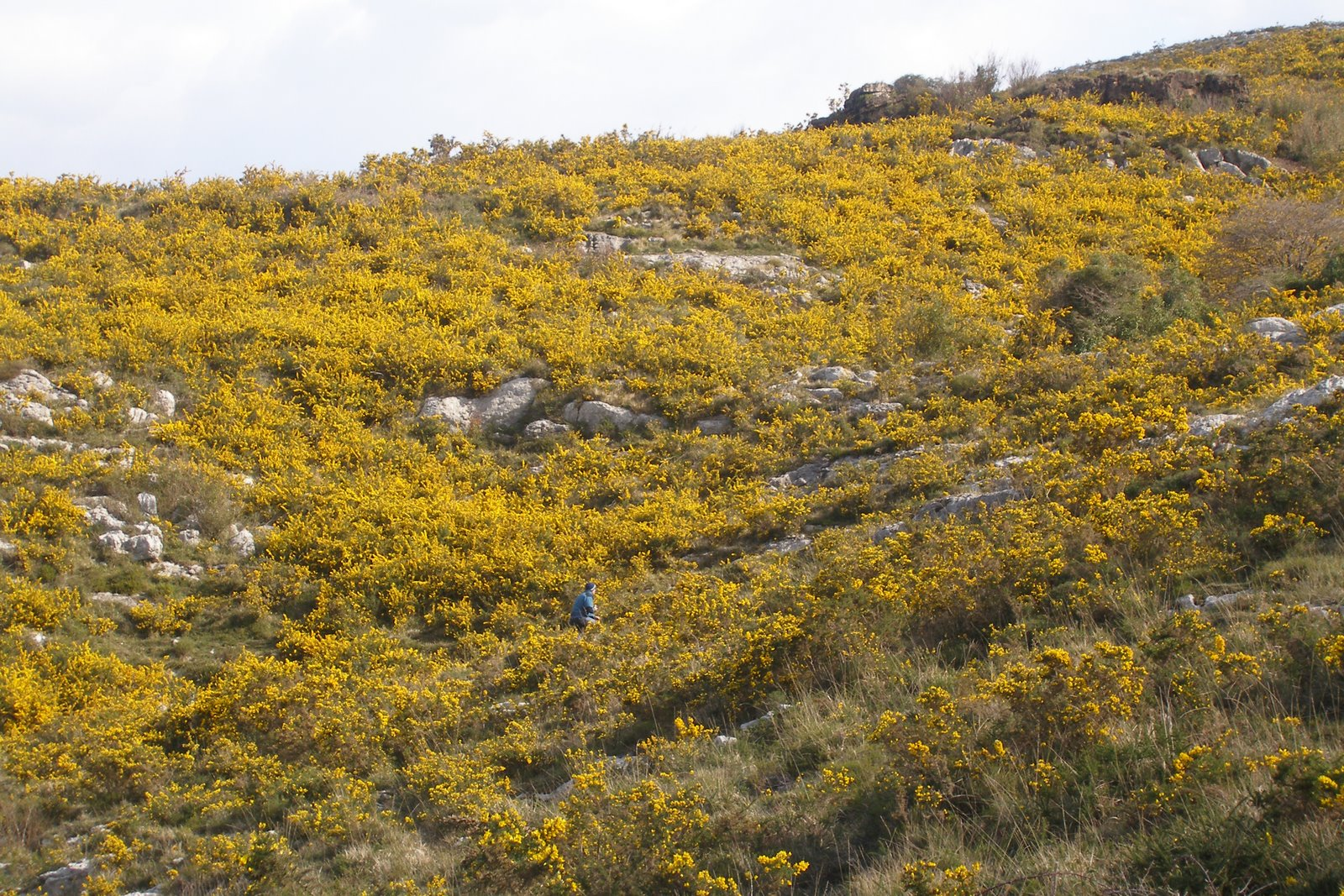
Landa en la que predomina el tojo o árgoma (Cantabria, España).

La landa, también conocida como aulagar, es una formación vegetal frutescente cerrada a todos los niveles, a menudo espinosa y pobre en especies. Es característica de la región eurosiberiana y supone una degradación del bosque mixto atlántico. Está formada por matorrales como la retama, el tojo o el brezo, que puede llegar a alcanzar hasta cuatro metros de altura. Es propia de zonas de clima húmedo como los de Europa occidental y, en menor medida, del norte de España. Se asienta sobre suelos pobres, poco aptos para cultivo.
Estos espacios arbustivos son etapas inmaduras del ecosistema. Las causas de su disclímax tienen su origen en el ambiente y muy destacadamente en la acción del hombre a través de sus prácticas ganaderas: clímax de perturbación, antropogénico o gestionado. En estas zonas de suelos pobres los árboles fueron talados o quemados y su regeneración se impidió a causa del pastoreo o uso regular del fuego. No se trata, pues, de una sucesión ecológica invertida, sino de una regresión forzosa del ecosistema.